# Vallée de Szalajka
La vallée de Szalajka (hongrois : Szalajka-völgy) est une vallée du massif du Bükk, située à proximité de la localité de Szilvásvárad, dans le comitat hongrois de Heves. La route du fond de vallée traverse une forêt et longe le ruisseau de Fátyol, jusqu'à la cascade du même nom. La vallée est dominée par les cimes de l'Istállós-kő et du Tar-kő.